# Canton de Vitré
Le canton de Vitré est une circonscription électorale française du département d'Ille-et-Vilaine.

## Histoire
Un nouveau découpage territorial d'Ille-et-Vilaine entre en vigueur à l'occasion des élections départementales de 2015. Il est défini par le décret du 18 février 2014, en application des lois du 17 mai 2013 (loi organique 2013-402 et loi 2013-403). Les conseillers départementaux sont, à compter de ces élections, élus au scrutin majoritaire binominal mixte. Les électeurs de chaque canton élisent au Conseil départemental, nouvelle appellation du Conseil général, deux membres de sexe différent, qui se présentent en binôme de candidats. Les conseillers départementaux sont élus pour 6 ans au scrutin binominal majoritaire à deux tours, l'accès au second tour nécessitant 12,5 % des inscrits au 1er tour. En outre la totalité des conseillers départementaux est renouvelée. Ce nouveau mode de scrutin nécessite un redécoupage des cantons dont le nombre est divisé par deux avec arrondi à l'unité impaire supérieure si ce nombre n'est pas entier impair, assorti de conditions de seuils minimaux. En Ille-et-Vilaine, le nombre de cantons passe ainsi de 53 à 27.
Le canton de Vitré est formé des communes des anciens cantons de Vitré-Est (9 communes) et de Vitré-Ouest (12 communes) et de la commune de Vitré. Le canton est entièrement inclus dans l'arrondissement de Fougères-Vitré. Le bureau centralisateur est situé à Vitré.

## Représentation
| Période élective | Période élective | Mandat | Mandat   | Identité              | Nuance | Nuance | Qualité |
| ---------------- | ---------------- | ------ | -------- | --------------------- | ------ | ------ | --- |
| 2015             | 2021             | 2015   | 2021     | Isabelle Le Callennec |        | LR     | Cadre supérieur Députée (2012-2017) Ancienne conseillère générale du Canton de Vitré-Est (2008-2015), maire de Vitré de 2020 à 2024 |
| 2015             | 2021             | 2015   | 2021     | Thierry Travers       |        | UDI    | Dessinateur industriel, maire de Val-d'Izé (2014-2020) Ancien conseiller général du Canton de Vitré-Ouest (2011-2015)               |
| 2021             | 2028             | 2021   | en cours | Élisabeth Brun        |        | DVD    | Assistante maternelle Maire de Saint-M'Hervé (depuis 2020)                                                                          |
| 2021             | 2028             | 2021   | en cours | Paul Lapause          |        | UDI    | Chef d'entreprise Adjoint au maire de Vitré                                                                                         |

### Résultats détaillés

#### Élections de mars 2015
Lors des élections départementales de 2015, le binôme composé de Isabelle Le Callennec et Thierry Travers (Union de la Droite) est élu au premier tour avec 58,53 % des suffrages exprimés, devant le binôme composé de Béatrice Bethune et Mikaël Pinton (FN) (16,44 %). Le taux de participation est de 49,19 % (14 110 votants sur 28 682 inscrits) contre 50,9 % au niveau départemental et 50,17 % au niveau national.

#### Élections de juin 2021
Le premier tour des élections départementales de 2021 est marqué par un très faible taux de participation (33,26 % au niveau national). Dans le canton de Vitré, ce taux de participation est de 32,66 % (9 730 votants sur 29 790 inscrits) contre 34,85 % au niveau départemental. À l'issue de ce premier tour, deux binômes sont en ballottage : Élisabeth Brun et Paul Lapause (DVC, 43,08 %) et Carine Pouëssel et Erwann Rougier (Union à gauche avec des écologistes, 33,61 %).
Le second tour des élections est marqué une nouvelle fois par une abstention massive équivalente au premier tour. Les taux de participation sont de 34,36 % au niveau national, 34,98 % dans le département et 33,45 % dans le canton de Vitré. Élisabeth Brun et Paul Lapause (DVC) sont élus avec 56,32 % des suffrages exprimés (5 292 voix pour 9 969 votants et 29 802 inscrits),,.

## Composition
Le canton de Vitré comprend vingt-deux communes entières.
| Nom                           | Code Insee | Intercommunalité    | Superficie (km2) | Population (dernière pop. légale) | Densité (hab./km2) | Modifier                                    |
| ----------------------------- | ---------- | ------------------- | ---------------- | --------------------------------- | ------------------ | ------------------------------------------- |
| Vitré (bureau centralisateur) | 35360      | CA Vitré Communauté | 37,03            | 18 892 (2022)                     | 510                | modifier les données · modifier les données |
| Balazé                        | 35015      | CA Vitré Communauté | 36,66            | 2 181 (2022)                      | 59                 | modifier les données · modifier les données |
| Bréal-sous-Vitré              | 35038      | CA Vitré Communauté | 5,75             | 614 (2022)                        | 107                | modifier les données · modifier les données |
| Champeaux                     | 35052      | CA Vitré Communauté | 9,83             | 504 (2022)                        | 51                 | modifier les données · modifier les données |
| La Chapelle-Erbrée            | 35061      | CA Vitré Communauté | 11,98            | 723 (2022)                        | 60                 | modifier les données · modifier les données |
| Châtillon-en-Vendelais        | 35072      | CA Vitré Communauté | 32,03            | 1 738 (2022)                      | 54                 | modifier les données · modifier les données |
| Cornillé                      | 35087      | CA Vitré Communauté | 12,47            | 967 (2022)                        | 78                 | modifier les données · modifier les données |
| Erbrée                        | 35105      | CA Vitré Communauté | 35,52            | 1 713 (2022)                      | 48                 | modifier les données · modifier les données |
| Landavran                     | 35141      | CA Vitré Communauté | 5,01             | 682 (2022)                        | 136                | modifier les données · modifier les données |
| Marpiré                       | 35166      | CA Vitré Communauté | 10,62            | 1 013 (2022)                      | 95                 | modifier les données · modifier les données |
| Mecé                          | 35170      | CA Vitré Communauté | 15,63            | 613 (2022)                        | 39                 | modifier les données · modifier les données |
| Mondevert                     | 35183      | CA Vitré Communauté | 5,02             | 806 (2022)                        | 161                | modifier les données · modifier les données |
| Montautour                    | 35185      | CA Vitré Communauté | 6,90             | 268 (2022)                        | 39                 | modifier les données · modifier les données |
| Montreuil-des-Landes          | 35192      | CA Vitré Communauté | 9,42             | 235 (2022)                        | 25                 | modifier les données · modifier les données |
| Montreuil-sous-Pérouse        | 35194      | CA Vitré Communauté | 15,49            | 1 041 (2022)                      | 67                 | modifier les données · modifier les données |
| Pocé-les-Bois                 | 35229      | CA Vitré Communauté | 14,84            | 1 317 (2022)                      | 89                 | modifier les données · modifier les données |
| Princé                        | 35232      | CA Vitré Communauté | 12,36            | 398 (2022)                        | 32                 | modifier les données · modifier les données |
| Saint-Aubin-des-Landes        | 35252      | CA Vitré Communauté | 10,28            | 923 (2022)                        | 90                 | modifier les données · modifier les données |
| Saint-Christophe-des-Bois     | 35260      | CA Vitré Communauté | 9,26             | 562 (2022)                        | 61                 | modifier les données · modifier les données |
| Saint-M'Hervé                 | 35300      | CA Vitré Communauté | 29,68            | 1 357 (2022)                      | 46                 | modifier les données · modifier les données |
| Taillis                       | 35330      | CA Vitré Communauté | 12,27            | 1 036 (2022)                      | 84                 | modifier les données · modifier les données |
| Val-d'Izé                     | 35347      | CA Vitré Communauté | 43,79            | 2 601 (2022)                      | 59                 | modifier les données · modifier les données |
| Canton de Vitré               | 3527       |                     | 381,84           | 40 184 (2022)                     | 105                | modifier les données                        |

## Démographie
En 2022, le canton comptait 40 184 habitants, en évolution de +2,57 % par rapport à 2016 (Ille-et-Vilaine : +5,46 %, France hors Mayotte : +2,11 %).
| 2013   | 2018   | 2022   |
| ------ | ------ | ------ |
| 38 609 | 39 478 | 40 184 |